# Scream and Shout
Singles de will.i.am
In My City
(2012) #thatPOWER
(2013)
Singles par Britney Spears
Criminal
(2011) Ooh La La
(2013)
Scream and Shout (stylisé Scream & Shout) est une chanson enregistrée par les chanteurs américains will.i.am et Britney Spears, pour le quatrième album studio du membre fondateur des Black Eyed Peas, #willpower. La chanson a été écrite par le duo belge Jef Martens et Jean Baptiste, en collaboration avec will.i.am, et produit par Martens sous le pseudonyme Lazy Jay, avec la participation de will.i.am. Scream and Shout est sorti en tant que troisième single de l'album, il a été diffusé à la radio en première mondiale aux États-Unis et au Royaume-Uni le 19 novembre 2012. La chanson a été envoyée aux radios mainstream aux États-Unis par Interscope Records le 27 novembre 2012. Scream and Shout est une piste dance et electropop dont les paroles traitent de passer du bon temps lors d'une soirée. La chanson reprend un Échantillon (musique) du gimmick d'introduction  Britney, bitch , extrait du titre Gimme More de Britney Spears en 2007.
Scream and Shout a reçu des avis généralement positifs de la part des critiques musicales, certains le décrivant comme une piste club sombre, quand d'autres ont critiqué l'utilisation de l'Auto-Tune sur les voix. La chanson a rencontré un succès commercial à travers le monde, atteignant le sommet des charts dans plus de dix-huit pays dont la France, tout en se classant dans le top 10 de plusieurs autres tels que l'Australie, l'Espagne, la Suède et la Corée du Sud. Aux États-Unis, la chanson a atteint le top 3 du Billboard Hot 100, et est également devenu le premier numéro un du nouveau classement Dance/Electronic Songs. Au Royaume-Uni, Scream and Shout est devenu le second single numéro un consécutif de will.i.am, et le sixième numéro un de Spears ainsi que son premier numéro un depuis Everytime en 2004.
Un vidéoclip, réalisé par Ben Mor, a été tourné en octobre 2012 et a été diffusé en première mondiale lors d'un épisode en direct de The X Factor le 28 novembre 2012. Le thème du clip est la multiplicité, et son décor futuriste a été félicité par les critiques. Scream and Shout a servi de chanson thème pour la publicité télévisée des écouteurs Beats by Dr. Dre Color. Une version remixée de la chanson, avec la participation des rappeurs Diddy, Hit-Boy, Lil Wayne, et Waka Flocka Flame, a été téléchargé sur le compte YouTube officiel de will.i.am le 25 janvier 2013, à la suite d'une fuite qui s'est produite plus tôt le même jour.

## Genèse et sortie
Après une année de promotion de son septième album studio, Femme Fatale (2011), Joe Riccitelli le vice-président chargé des promotions chez RCA Records, a déclaré que Britney Spears prendrait une année sabbatique pour « être une mère et se marier ». Toutefois, en avril 2012, il est fait état que Simon Cowell était en pourparlers avec Spears pour qu'elle intègre le jury de la deuxième saison du télé-crochet The X Factor aux États-Unis, ceci moyennant un contrat de 15 millions de dollars. Le 14 mai 2012, il est officiellement confirmé que Britney Spears et la chanteuse pop Demi Lovato rejoindrait l'émission The X Factor en tant que nouveaux juges. Le 28 août 2012, Spears confirme sur Twitter qu'elle a travaillé en studio d'enregistrement avec will.i.am. En 2011, les deux artistes avaient déjà travaillé ensemble sur deux titres pour Femme Fatale, dont Big Fat Bass qui figure sur l'opus. La chanson, intitulée selon les rumeurs Sexy Sexy, devait initialement paraître sur l'album #willpower le 15 octobre 2012. Toutefois, will.i.am a repoussé la date de sortie de son album après que plusieurs morceaux soient parus illégalement sur Internet.
Le 12 octobre 2012, Spears confirme que son duo avec will.i.am serait intitulé Scream and Shout et a déclaré à propos du fait de travailler avec le chanteur : « Il suffit de l'écouter, il est comme un scientifique génie dans un studio, et il sait exactement ce qu'il fait, donc être en mesure de faire une chanson avec lui, c'est vraiment amusant ». Le 17 novembre 2012, la chanson fuite intégralement sur le net. Lorsqu'il a été interrogé sur le fait que son single fuite sur internet avant sa sortie officielle, will.i.am a déclaré : « Eh bien, c'est fait. Vous ne pouvez pas revenir en arrière. C'est sorti. C'est devenu réel. Mais une fois que les choses passent à l'édition [...] ce n'est pas sous votre contrôle ». Spears a également exprimé sa déception au sujet de la fuite de la chanson via son compte facebook, tout en ajoutant : « Je suis super enthousiaste à l'idée que mes fans semblent l'aimer autant que will.i.am et moi. Il arrive en radio demain et sur iTunes plus tard dans la semaine ». Le magazine Billboard confirme la sortie de Scream & Shout sur la radio américaine KIIS-FM le 19 novembre 2012. Le même jour, la chanson a eu une première diffusion radio sur Capital FM au Royaume-Uni. Le single est paru en téléchargement numérique le lendemain, et est officiellement envoyé aux radios mainstream par le label américain Interscope Records le 27 novembre 2012. will.i.am dévoile la pochette de Scream & Shout le jour de la première diffusion radio via son compte Facebook.

## Composition
Scream & Shout est un titre dance et electropop. Les paroles traitent le fait de passer du bon temps en sortant le soir,. La piste commence avec Spears rappant : « When you hear this in the club / You're gonna turn this shit up / When we up in the club / All eyes on us / See the boys in the club / They watchin' us / Everybody in the club / All eyes on us », le tout avec une voix Nicki Minaj-esque et un accent britannique,. Vient ensuite le refrain chanté par will.i.am puis rejoint par Spears : « I wanna scream and shout and let it all out/ And scream and shout and let it out/ We sayin', "Oh, wee oh, we oh we oh" / We sayin', "Oh, we oh, we oh we oh" / I wanna scream and shout and let it all out/ And scream and shout and let it out/ We sayin', "Oh, wee oh, wee oh we oh" »,. Scream & Shout incorpore également un extrait des paroles « It's Britney Bitch », utilisées pour le single Gimme More (2007) de Britney Spears ; extrait qui intervient avant chaque break durant la chanson.
Marc Hogan du magazine Spin a noté des similitudes entre Scream & Shout et le titre 212 (2011) de Azealia Banks et a également comparé les chœurs à ceux de la chanson Are We All We Are de P!nk (2012). Keith Caulfield de Billboard a quant à lui noté le côté « sombre » de la chanson « avec un genre très différent de Spears, dont la voix est robotisée à un degré presque méconnaissable ». À la suite de la fuite de chanson sur internet, une critique a écrit pour le site web Idolator : « nous sommes heureux de rapporter que ce n'est pas mal du tout - et un peu dingue », estimant que le passage « When you hear this in the club / You're gonna turn this shit up » étaient probablement « appropriées », tout en louant l'utilisation du verset « It's Britney Bitch ». Rebecca Macatee de E! Online considéra le morceau comme « clubby, accrocheur, cool », tout en comparant la voix de Spears à celle de Madonna, mais notant, toutefois, l'utilisation du logiciel Auto-Tune. Bill Lamb de About.com a toutefois estimé que « les effets numériques sont transparentes et l'utilisation des modulations de la voix de Britney Spears pour construire le chœur semble parfaitement naturel dans ce contexte ». Une critique du magazine Rap-Up, note l'utilisation de l'Auto-Tune sur la voix de will.i.am uniquement.

## Accueil

### Accueil critique
Scream & Shout a généralement reçu un accueil positif de la part des critiques musicales. Michael Murray de RyanSeacrest.com a dit à propos de la chanson qu'elle « ne ressemble en rien à ce que nous avons déjà entendu ! Britney Spears embrasse un alter-ego alors que will.i.am continue à faire tourner ses beats électriques en guise de signature ». Jocelyn Vena de MTV a déclaré : « Si quelqu'un pensait que Britney Spears et will.i.am ne produirait pas un hit club pour leur dernière collaboration… Vous étiez totalement dans l'erreur. La piste, extraite de l'album de will, #willpower, est un hymne dancefloor exacerbé au maximum, plein de changements de tempo et dubstep en abondance. » Robert Copsey de Digital Spy a admis qu'à la première écoute, « tout ça était un peu déroutant. Cependant, des écoutes répétées révèle le titre comme étonnamment accrocheur ». Bill Lamb de About.com pense que la chanson avait un « hook et une mélodie irrésistibles et entraînants », tout en estimant que cela pourrait être la plus grosse percée de will.i.am en solo sur le marché américain, « avec le pouvoir de star de Britney Spears sur la nouvelle chanson et présentation du vidéoclip à X Factor ». Après avoir détaillé la sortie de Scream & Shout, un critique pour Take 40 Australia a écrit : « Enthousiasmez-vous - nous avons le sentiment de cette nouvelle chanson va être énorme ! », tandis qu'un critique de AOL a considéré la chanson comme un « hymne dancefloor » et a ajouté que « la meilleure partie était peut-être le meilleur verset de Gimme More de Britney - "It's Britney B". »
Chris Eggertsen de HitFix a attribué un « B- » à la chanson, affirmant que « le rythme dubstep offre certainement un booty shaker », mais ajoutant qu'il aurait pu être plus énergique. Eggertsen poursuivit en disant que Scream & Shout est « le genre de piste club qui est commode dans l'instant, mais qui n'est pas susceptible de rester dans votre tête dans le taxi en rentrant à la maison à 2h ». Kathleen Perricone de Yahoo! qui a considéré que Scream & Shout ne valait pas le battage médiatique qui a entouré le titre avant sa sortie officielle ; tandis qu'Alicia Lutes de Hollywood.com, a critiqué le sens du texte et la production répétitive de la chanson, tout en concluant, « si cette espèce de géniale, opportune, touchante, poignante et profonde œuvre lyrique ne suffit pas à vous faire immédiatement bouger sur cette piste, je ne sais pas ce qui le fera. » Emily Exton de PopDust a estimé que le duo avec Britney Spears apportait une amélioration aux sollicitations monotones de will.i.am de « perdre le contrôle », et de « se laisser aller », mais a estimé que la chanson nécessitait « quelque chose de plus de Britney pour équilibrer cela. »

### Accueil commercial
Scream & Shout a fait sa première apparition dans les charts à la 27e place en Espagne le 28 novembre 2012, avant de sortir du top 30 la semaine suivante. Au cours de sa sixième semaine dans le classement espagnol, la chanson atteint le top 3. En France, Scream & Shout a débuté 6e la semaine du 19 novembre 2012. Le titre est ensuite resté 2e durant deux semaines avant d'atteindre la 1re place la semaine du 26 janvier 2013. Au Royaume-Uni, Scream & Shout est devenu le quatrième top 5 consécutif de will.i.am, après que le morceau ait débuté 2e du classement UK Singles Chart. Il s'agit également du premier top 5 de Britney Spears dans le pays depuis Womanizer, qui avait culminé à la 3e place en 2008. Le 13 janvier 2013, la chanson a atteint la première place du classement britannique, devenant le second numéro un consécutif de will.i.am et le premier numéro un de Spears depuis Everytime en 2004. Jusqu'à présent, le single s'est vendu à plus de 513,000 unités dans le pays selon la Official Charts Company. Scream & Shout a également débuté numéro un au UK R&B Chart et s'y est maintenu quatre semaines. Ailleurs en Europe, la chanson s'est hissé au sommet des charts en Autriche, en Belgique, au Danemark, en Finlande, en Irlande, en Italie, au Luxembourg, aux Pays-Bas, en Norvège ainsi qu'en Suisse, tout en atteignant le top 10 en République tchèque, en Hongrie et en Suède. Le titre a également démarré 3e en Corée du Sud avec plus de 30,000 unités numériques vendues.
En raison de faibles audiences radio et streaming, Scream & Shout est entré 3e au Bubbling Under Hot 100 Singles aux États-Unis, avant de débuter 12e du Billboard Hot 100 la semaine suivante. C'est la 29e entrée de Spears au Hot 100 et son quatrième meilleur démarrage. La chanson est également passée de la 66e à la 1re place du Hot Digital Songs avec 196,000 unités numériques vendues, devenant le septième numéro de Spears dans ce classement et le second pour will.i.am en tant qu'artiste solo. Il s'agit de la meilleure progression de l'histoire du classement pour un single depuis celle réalisée par le titre Breaking Free (extrait du film High School Musical), interprété Zac Efron, Andrew Seeley et Vanessa Hudgens, qui était passé de la 51e à la 7e place la semaine du 11 février 2006. Scream & Shout a également débuté 33e du classement Pop Songs, devenant la trentième entrée de Spears dans le classement, à égalité avec Mariah Carey pour le second artiste ayant le plus d'entrées dans l'histoire du classement. Scream & Shout a atteint la 3e du classement Pop Songs. La chanson a également intégré le classement Latin Pop Airplay à la 33e, avec un pic à la 28e place. La semaine du 19 janvier 2013, Scream & Shout est entré dans le top 10 du Hot 100, atteignant la 8e place. C'est le troisième top 10 de will.i.am en solo et le premier en tant qu'artiste principal. La chanson a également passé le million de ventes numériques dans le pays la même semaine. Le titre est parvenu à la 3e place du classement. Scream & Shout a débuté 39e au Canada, et a atteint la 3e place la semaine suivante. Quatre semaines plus tard, il a culminé numéro un, devenant le premier single numéro un de will.i.am le pays et la neuvième pour Spears. Scream & Shout est devenu le premier single numéro un single sur la danse du nouveau classement Billboard, Dance/Electronic Songs, pour sa première publication le 26 janvier 2013.
La chanson a débuté 26e en Nouvelle-Zélande le 3 décembre 2012, elle atteint le top 5 de la semaine suivante en se classant 2e. La chanson est restée une semaine à la 2e place avant d'atteindre la pole position du classement le 24 décembre 2012, devenant ainsi le numéro un de Noël de l'année dans le pays, tout en étant certifié deux fois platine par la Recording Industry Association of New Zealand pour plus de 30,000 unités vendues. Scream & Shout a démarré 32e dans les charts australiens le 9 décembre 2012. La semaine suivante, le titre entre dans le top 5 à la 5e place, atteignant un pic à la 2e place la semaine du 23 décembre. C'est le meilleur classement pour un single de Spears dans le pays depuis Piece of Me en 2008. [68] Le single est également arrivé en tête du classement Australian Dance Chart et a été certifié trois fois platine par la Australian Recording Industry Association avec 210,000 exemplaires écoulés.

## Clip vidéo

### Développement
Après avoir confirmé qu'ils travaillaient ensemble en août 2012, will.i.am a tweeté Spears en disant : « Oh mon dieu… Tu es en forme et sexy… J'ai hâte de tourner le clip de notre chanson… Tes fans vont l'adorer… ». Le clip a été réalisé par Ben Mor et filmé les 13 et 14 octobre 2012 à Los Angeles. Des photos du tournage prises en coulisses font leur apparition sur le net le 14 octobre. Selon le Daily Mirror, Britney Spears portait une robe Hervé Léger et des gants noirs. Dans une interview accordée à MTV News, Ben Mor a parlé de son travail avec Britney Spears sur la vidéo, en disant :

« J'étais très, très excité. Inutile de dire que j'ai toujours voulu travailler avec elle et que j'étais complètement impatient d'y être, très heureux d'enfin travailler avec elle […] Elle était très professionnelle. Elle n'a pas perdu de temps, s'est présenté avant tout le monde. Elle était sur place à l'heure, pas une minute de retard. C'était génial de travailler avec ses équipes de coiffeurs et maquilleurs. Elle a fait son truc. C'était génial à regarder. elle allume juste en haut. La musique déchirait, et c'était tout simplement génial. Je ne peux pas dire assez de bien d'elle et de son équipe. Ils étaient tout simplement géniaux. »

Le 24 novembre 2012, un court aperçu de la vidéo a été diffusé lors d'une publicité pour X Factor. Jessica Sager de Pop Crush a décrit l'extrait en notant que will.i.am « arbore un costume noir, tandis que Spears revêt un look futuriste, noir, aspect apparemment inspiré du film Barbarella. ». Le 26 novembre, will.i.am a tweeté que l'édition de la vidéo était terminée, tout en ajoutant : « Je suis tellement heureux et excité que tout le monde la voit…cette semaine va être une bonne semaine. » La vidéo de Scream & Shout a été diffusé en première mondiale durant un épisode de The X Factor en direct le 28 novembre 2012, et a été mise en ligne sur la plateforme VEVO immédiatement après sa diffusion sur la Côte Ouest des États-Unis.

### Concept
Le thème du vidéoclip est la multiplicité, le réalisateur faisant remarquer que l'idée derrière cela « a été essentiellement d'essayer de réduire ce que la chanson symbolise. Et c'est ce que c'était… vraiment la garder propre et emblématique ». La vidéo commence avec des plans intercalés de will.i.am et Spears, jusqu'à la scène soit coupée par will.i.am avec son accessoire appareil photo pour iPhone et son réseau social iam +. Alors qu'il dit « Bring the action », on voit Britney Spears portant une jupe moulante et un haut court à manches longues, effectuant des mouvements rapides au rythme de la chanson et chantant les paroles. Amy Sciaretto de Pop Crush a comparé le look de Spears dans la vidéo à celui d'une « bibliothécaire futuriste sexy ». La chanteuse est alors visible sur le dessus d'une boîte blanche faisant des poses différentes face à la caméra. Lorsque le refrain de la chanson commence, will.i.am apparaît devant un arrière-plan noir vide alors qu'il est rejoint par Spears, qui arbore désormais un justaucorps corsetée à plumes, sur un tapis roulant et ils chantent ensemble. Juste après la première utilisation du verset « It's Britney Bitch Britney », on voit différents plans de danseurs s’exécutant sur Scream & Shout. La vidéo se poursuit avec des scènes intercalées de boules disco flamboyantes, des images multipliées de Spears et will.i.am qui porte des accessoires en or, dont une casquette avec une plaque d'or sur laquelle on peut lire « King ». Ben Mor a fait remarquer que la vidéo n'avait pas de narration exacte, en disant : « Il n'y a aucun sens profond dans tout ça…. Pour moi, c'était à peu près, vous savez, comme si chaque scène était une photo. »

### Accueil critique
Après la première diffusion du clip durant l'émission The X Factor, will.i.am a remercié ses fans sur Twitter pour leurs commentaires positifs. La blogueuse Elena Gorgan de Softpedia a également noté que la vidéo a reçu un accueil positif des fans, disant : « alors que les fans de Britney se font remarquer sur divers forums en ligne, la princesse de la pop n'est jamais apparue aussi en forme qu'elle l'est maintenant, bien que beaucoup aurait aimé qu'elle danse également dans la vidéo. Bruna Nessif de E! Online, dit à propos de la vidéo qu'elle « n'était pas très délirante, mais qu'elle apportait définitivement l'ambiance futuriste pour laquelle will.i.am est célèbre », tandis que Melinda Newman de HitFix a loué la coiffure et le maquillage de Spears, mais en ajoutant que « le clip futuriste et minimaliste paraissant bas de gamme et qu'il ne présentait aucune alchimie entre les deux artistes. Katie Atkinson de MTV compara le personnage de Spears dans la vidéo à Brigitte Bardot et a écrit : « si quelqu'un doutait de la durabilité de son sex-appeal, Britney Spears a prouvé qu'elle l'a toujours, dans une robe moulante, le ventre nu (elle montre encore son ventre, 13 ans après sa percée avec la vidéo de ...Baby One More Time !), et un justaucorps corseté, agrémenté de plumes ». Jenny Mensah de 4music a estimé que le chanteur « sonne moins Southern belle et plus suédoise dominatrice dans la vidéo, alors qu'elle prend une voix grave et autoritaire ». Leanne Aguilera de Hollywood.com s'est demandé pourquoi Spears ne dansait pas dans la vidéo mais a ajouté que malgré cela, la chanteuse « a l'air phénoménal [...] Ms. Spears apparaît sensuelle et sophistiquée. »
Pour iVillage, Donna Kaufman a loué will.i.am et Britney dans la vidéo, disant que cette dernière « ressemble à de la pop star du futur », alors que Chelsea White pour le Daily Mail a estimé que Spears « ressemble à une nouvelle image d'un mannequin Versace des années 1990, mais venant de l'espace ». Erin Strecker de Entertainment Weekly a considéré que le style de la chanteuse dans la vidéo était semblable à celui de sa vidéo Stronger (2000) et a fait remarquer que will.i.am, « pour sa part, fait de son mieux avec une couronne KING et beaucoup de technologies ». Wendy Geller, blogueur pour Yahoo! Music blogueur a déclaré que l'accent de Spears dans la chanson était « terrible », mais a ajouté que « son physique paraissait indéniablement bon » dans la vidéo, et a achevé sa critique en disant: « Dans l'ensemble ? Nous dirions que la juge de X Factor est en bien, bien, meilleure forme que la dernière fois qu'elle a essayé de sonné cockney. Alors, elle reçoit une passe dans notre livre ». T. Kyle of MTV Buzzworthy a écrit que les artistes desservait le « Ferosha Minimalisme » dans la vidéo, en expliquant ce que les deux mots séparés signifiaient :
« Ferosha : adj : La plus haute forme de flatterie dans mon vocabulaire. Femme sauvagement féroce et forte, autrement connue comme une salope féroce en talons qui se pavanne fièrement. (Voir ci-dessus.) C'est comme s'ils avaient pris Barbarella, Catwoman, et la Britney Spears aux cheveux rouges de Toxic et qu'ils les avaient moulé en une unique reine ferosha. Minimalisme : nom Simplicité extrême grâce à l'utilisation de couleurs monochromatiques, de la répétition, et de décors basiques... et de boules de disco or flamboyantes. »
Andrew Villagomez de Out a noté que « l'étalage de placement de produits exposé » tout au long de la vidéo n'est « évidemment pas quelque chose de nouveau », mais a complimenté « la confiance et le sex-appeal » de Britney Spears dans la vidéo, et a continué de faire l'éloge de la chanson. La journaliste Jessica Misener pour The Huffington Post a écrit que malgré les problèmes de mode de Britney Spears au cours de l'année, « elle porte deux tenues sexy : un petit top noir avec une jupe crayon assortie et des gants, et un body nude et noir en dentelle pailleté. Ses cheveux blonds sont superbe et son corps est étonnant, et vous savez que nous aimons ses tas de bijoux or bling-bling », ajoutant finalement que c'est « le look de Britney le plus sexy dans un clip » depuis Toxic (2004). Yahaira Toribio de Terra Networks a considéré comme la vidéo de will.i.am était « le pays des merveilles de la technologie haut de gamme », mais Toribio a estimé que « parmi toutes les chorégraphies qui se déroulent dans ce clip, il nous manque quelques mouvements de Ms. Spears comme au bon vieux temps, mais tout ce que nous avons c'est elle se tenant debout et assise en étant belle ». Sam Lansky de Idolator a exprimé qu'il n'était pas satisfait du rendu final, disant que le clip « est dans le test des limites que dans l'audio, c'est tout ce que vous attendez : futuriste, avec des placements de produits flagrants et beaucoup d'effets soi-disant cool. Cool la voiture ! Des enceintes ! Will.i.am portant un chapeau qui dit « KING » ! Nous avions espéré plus. »

## Utilisation dans les médias
Scream & Shout a été choisi comme la chanson thème de la publicité télévisée des casques audios Beats by Dr. Dre Color. La publicité met en vedette de nombreuses célébrités comme Azealia Banks, Zedd,Sir Cornelius Bob Rifo du groupe The Bloody Beetroots, Ellie Goulding, Lil Wayne, Zendaya, LeBron James et will.i.am lui-même. La chanson a également été jouée dans un épisode de Celebrity Big Brother 11 au Royaume-Uni en janvier 2013. Le 26 janvier 2013, une parodie de la chanson a été présentée dans un sketch de l'émission Saturday Night Live, dont les paroles étaient changé en « When I walk down the street, all eyes on me ».

## Remixes
Après la fuite sur le net de la chanson, Britney Spears a révélé « on va faire des remixes aussi » et a demandé « qui aimeriez-vous voir remixer Scream & Shout ? ». Le 3 décembre 2012, la chanteuse a tweeté will.i.am disant : « un petit oiseau m'a dit que tu avais pleins de supers DJ qui remixent la chanson à l'heure où l'on parle », et will.i.am répondant : « J'ai pleins de super frais, extra, violents, remixes de plusieurs supers DJ et du producteur Hit-Boy à venir... ». Le 1er janvier 2013, will.i.am a révélé qu'il allait sortir ce jour un remix club de Scream & Shout, avec la rappeur américain Waka Flocka Flame et le producteur Hit-Boy. Cependant, la sortie n'a pas eu lieu et une première version du remix a fuité le 25 janvier 2013. En plus de Waka Flocka Flame et Hit-Boy, le remix dispose également de la participation des rappeurs Diddy et Lil Wayne. À la suite de la fuite sur le net, will.i.am a téléchargé la version finale du remix sur son compte YouTube. Le remix est paru en téléchargement numérique le 29 janvier 2013. Du fait qu'il soit significativement différent de la version originale, le remix est évolue séparément dans les classements Billboard. Durant la semaine du 16 février 2013, le remix débute 49e au Hot R&B/Hip-Hop Songs. Un vidéoclip a été filmé à Los Angeles, en Californie, le 23 janvier 2013, will.i.am déclarant que le remix est « tellement frais que nous devions faire une vidéo. Habituellement, un remix sort et c'est une partie du titre initial, mais celle-ci avait besoin d'une vidéo ». La vidéo devait initialement être présentée le 15 février 2013, dans l'émission 106 & Park sur BET. Cependant, la vidéo fuite en ligne le 14 février 2013 sur Youku, et est téléchargée sur VEVO plus tard le même jour.

## Liste des pistes
| - CD Single 1. Scream & Shout (featuring Britney Spears) – 4:44 2. Scream & Shout (featuring Britney Spears) [Clean Edit] – 4:10 - Téléchargement digital 1. Scream & Shout (featuring Britney Spears) – 4:44 | - Téléchargement digital - radio edit 1. Scream & Shout (featuring Britney Spears) [Radio Edit] – 4:12 - Téléchargement digital - remix 1. Scream & Shout (Hit-Boy Remix) (featuring Britney Spears, Hit Boy, Waka Flocka Flame, Lil Wayne & Diddy) – 5:55 |

## Crédits et personnels
| - Chant: Will.i.am, Britney Spears - Écriture: William Adams, Jean Baptiste, Jef Martens | - Production: Lazy Jay, will.i.am |

Crédits extraits du livret de l'album willpwoer, Interscope Records.

## Classements et certifications
| Classement (2012-2013)                     | Meilleure position |
| ------------------------------------------ | ------------------ |
| Afrique du Sud (Mediaguide top 10 airplay) | 2                  |
| Australie (ARIA)                           | 2                  |
| Autriche (Ö3 Austria Top 40)               | 1                  |
| Belgique (Flandre Ultratop 50 Singles)     | 1                  |
| Belgique (Wallonie Ultratop 50 Singles)    | 1                  |
| Bulgarie (top 5 airplay)                   | 1                  |
| Canada (Hot 100)                           | 1                  |
| Corée du Sud (GAON)                        | 3                  |
| Croatie (top 100 airplay)                  | 1                  |
| Danemark (Tracklisten)                     | 1                  |
| Écosse (OCC)                               | 1                  |
| Espagne (PROMUSICAE)                       | 1                  |
| États-Unis (Hot 100)                       | 3                  |
| États-Unis (Pop Airplay)                   | 3                  |
| États-Unis (Dance Club Songs)              | 3                  |
| Finlande (Suomen virallinen lista)         | 1                  |
| France (SNEP)                              | 1                  |
| France (Club 40)                           | 2                  |
| Hongrie (Dance Top 40)                     | 5                  |
| Hongrie (Rádiós Top 40)                    | 9                  |
| Irlande (IRMA)                             | 1                  |
| Israël (Media Forest)                      | 1                  |
| Italie (FIMI)                              | 1                  |
| Japon (RIAJ)                               | 43                 |
| Luxembourg (Billboard)                     | 1                  |
| Norvège (VG-lista)                         | 1                  |
| Nouvelle-Zélande (RMNZ)                    | 1                  |
| Pays-Bas (Single Top 100)                  | 1                  |
| Pologne (Dance Top 50)                     | 4                  |
| Portugal (Billboard digital songs)         | 4                  |
| Tchéquie (IFPI Rádio)                      | 2                  |
| Royaume-Uni (UK Singles Chart)             | 1                  |
| Royaume-Uni (UK R&B Chart)                 | 1                  |
| Russie (hot 50 airplay)                    | 3                  |
| Slovaquie (IFPI Rádio)                     | 3                  |
| Suède (Sverigetopplistan)                  | 2                  |
| Suisse (Schweizer Hitparade)               | 1                  |
| Venezuela (Pop rock general)               | 1                  |

| Classement (2012) | Position |
| ----------------- | -------- |
| Royaume-Uni       | 78       |
| France            | 47       |

| Pays                     | Certification | Ventes    |
| ------------------------ | ------------- | --------- |
| Allemagne (BVMI)         | 2 × Platine   | 600 000   |
| États-Unis (RIAA)        | 3 × Platine   | 3 206 000 |
| Australie (ARIA)         | 6 × Platine   | 420 000   |
| Autriche (IFPI)          | Platine       | 30 000    |
| Belgique (BEA)           | Platine       | 30 000    |
| Danemark (IFPI)          | 3 × Platine   | 90 000    |
| Italie (FIMI)            | 2 × Platine   | 60 000    |
| Nouvelle-Zélande (RIANZ) | 2 × Platine   | 30 000    |
| Royaume-Uni (BPI)        | Platine       | 785 000   |
| Suède (GLF)              | 3 × Platine   | 120 000   |
| Suisse (IFPI)            | 2 × Platine   | 60 000    |
| France (SNEP)            | Or            | 150 000   |

## Historique de sortie
| Région      | Date             | Format                 | Label      |
| ----------- | ---------------- | ---------------------- | ---------- |
| Europe      | 19 novembre 2012 | Radiodiffusion         | Universal  |
| États-Unis  | 20 novembre 2012 | Téléchargement digital | Interscope |
| Allemagne   | 21 novembre 2012 | Téléchargement digital | Universal  |
| États-Unis  | 27 novembre 2012 | Radiodiffusion         | Interscope |
| Royaume-Uni | 9 décembre 2012  | Téléchargement digital | Polydor    |
| Allemagne   | 11 janvier 2013  | CD single              | Universal  |